# Tragelaphus angasii
Il nyala (Nyala angasii) è un'antilope dell'Africa meridionale. Il nome «nyala» è il termine swahili per indicare questa antilope. Il nome latino (Tragelaphus angasii Gray, 1849) deriva da «tragos» (capro), «elaphos» (cervo) e da George Francis Angas, un artista e naturalista inglese. Secondo studi più recenti non fa parte del genere Tragelaphus.

## Habitat
È un'antilope delle fitte foreste dalla corna a spirale che non si trova molto a suo agio negli spazi aperti e che viene vista più spesso nei pressi di pozze d'acqua. I nyala vivono da soli o in piccoli gruppi familiari composti da non più di 10 membri. 

## Descrizione
Il maschio raggiunge un'altezza di 110 cm, mentre la femmina ne raggiunge solamente 91. Il maschio possiede corna leggermente spiralate ed una lunga barba sulla gola e sulle regioni inferiori; la femmina è priva di corna e non ha una barba così visibile. Il maschio è bruno scuro, ha la faccia ed il collo bianchi e delle strisce verticali bianche sul corpo. La femmina è bruno rossastra con strisce chiare.

## Ecologia
La gestazione dura 8 mesi e mezzo, la femmina dà alla luce un solo piccolo, di solito in agosto o settembre; può accoppiarsi di nuovo una settimana dopo il parto.

## Distribuzione

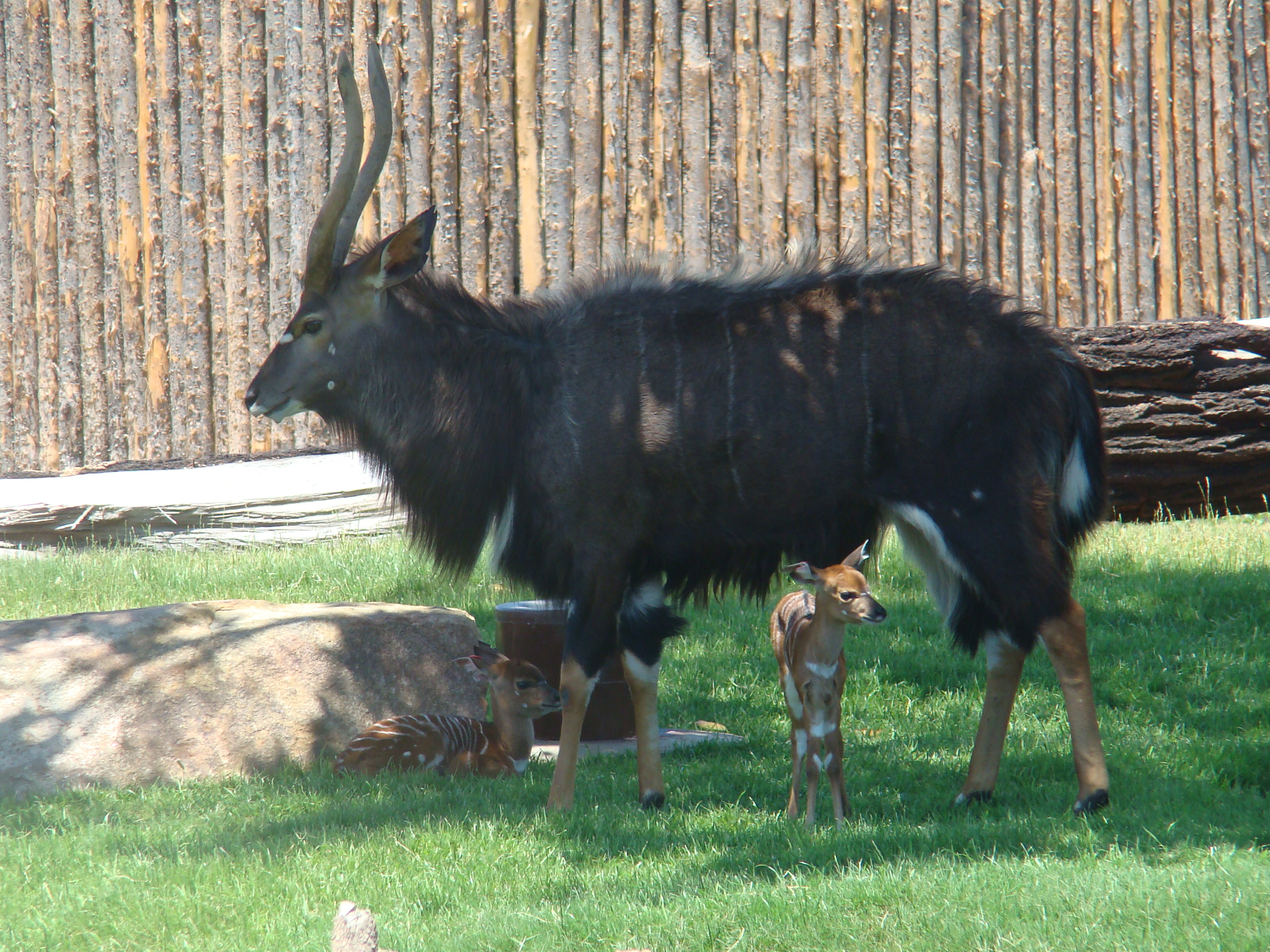
Maschio di nyala (Tragelaphus angasi) con le sue due figlie gemelle di circa dieci giorni al San Diego Zoo Safari Park.

Il raro nyala di montagna (Tragelaphus buxtoni) è limitato all'Etiopia centrale. Sebbene sia superficialmente simile al nyala di pianura, viene attualmente considerato più imparentato strettamente con il kudu.